# Echinopsis pampariuzii
Echinopsis pampariuzii är en kaktusväxtart som beskrevs av Martín Cárdenas Hermosa. Echinopsis pampariuzii ingår i släktet Echinopsis och familjen kaktusväxter. Inga underarter finns listade i Catalogue of Life.